# R.E.T.
R.E.T. (Reaction Extasy Trance) – czeski zespół muzyczny wykonujący doom metal. Tematem ich tekstów jest depresja i smutek.

## Muzycy

### Obecny skład zespołu
- Jarrin Sliž – śpiew
- Roman Kufa – gitara
- Daniel Matuszný – gitara
- Zbycho Malý – gitara basowa
- Jiøí Szotkowski – instrumenty perkusyjne
- Miroslav Holub – instrumenty klawiszowe

### Byli członkowie zespołu
- René Kaleta – gitara basowa

## Dyskografia
- 1995 Depression
- 1996 In memories
- 1999 X
- 2002 In Love With Blood
- 2004 The Dark At The End Of The Tunnel
- 2008 New Feelings